# Обелерио Антенорео
Обелерио Антенорео (на италиански: Obelerio degli Antenoreo) е деветият дож на Венеция от 804 до 811 г.
По време на управлението на предишния дож Джовани Галбайо, Обелерио заедно с група профранкски настроени благородници бяга в Тревизо, където е издигнат за техен водач. След като се завръщат обратно във Венеция, Обелерио е избран за дож през 804 г. докато неговият предшественик Джовани Галбайо се спасява с бягство в Мантуа.

## Управление
По примера на предишните дожи, Обелерио назначава за съ-дож един от своите роднини - брат си Беато. Скоро обаче враждата между противостоящите фракции, провизантийската в Ераклеа и републиканската в Маламоко, се разпалва отново. Обелерио потушава провизантийския бунт през 805 г. и се поставя под закрилата на франките в лицето на Карл Велики, а изгоненият по-рано патриарх на Градо се завръща във Венеция. На Коледа 805 г. Обелерио и Беато посещават Карл Велики в Аахен и Обелерио се жени за франкска придворна дама - Карола.
Скоро Карл Велики поисква войска, кораби и пари от Венеция, необходими му за войната, която води с византийците за Далмация, но получава отказ и атакува републиката. Това е причината градът отново да започне да симпатизира на Византия. Ромеите възстановяват властта си над Далмация и флотът им се появява в лагуната на Венеция. Пред тази опасност патриархът бяга от града, а Обелерио и Беато побързват да се покорят на византийския император, изпращайки му за заложници водачите на профранкската партия. В замяна Обелерио получава от василевса титлата протоспатор, а брат му Беато е задължен да последва византийския флот при завръщането му в Константинопол и да се представи пред императора. Беато е приет благосклонно и получава титлата ипат, след което му е позволено да се завърне във Венеция. Двамата братя скоро привличат в управлението и третия си брат Валентино.

## Нападението на франките и раздялата с поста
През 809 г. византийският флот отново се появява във Венецианската лагуна, за да води преговори с новия франкски крал Пипин, втория син на Карл Велики, но ромеите претърпяват неуспех в преговорите и отплават обратно, а като ответна мярка Пипин прави опит да завладее Венеция.
С мощен флот франките атакуват лагуната по море докато сухоземната им войска превзема Градо, Каорле, Ераклеа и други градове. След продължителна обсада на Маламоко, те са отблъснати от византийците и се оттеглят. Тази война отново връща популярността на провизантийската партия и през 809 г. Обелерио, чиито симпатии към франките са известни, е оттеглен от поста и за нов дож е избран Анджело Партечипацио, който през цялото време е начело на отбраната на града. Братът на Обелерио, Валентино, също е свален от своя пост, а Беато, който остава верен на византийците, е заточен в Задар, но до смъртта си на следващата година запазва титлата си дож. Обелерио заминава в изгнание в Константинопол, където прекарва следващите почти две десетилетия.

## Опит за преврат и смърт
През 831 г. Обелерио успява да избяга от Константинопол и пристига във Вижилиа във Венецианската лагуна, малко селище, днес отдавна вече изчезнало. Започва да събира верни хора в опит да направи преврат. Джовани I Партечипацио, който по това време е дож на Венеция, изпраща отряд, който да залови Обелерио, но хората му преминават на страната на метежника. Вижилиа и Маламоко се обявяват в подкрепа на Обелерио, но реакцията на Джовани Партечипацио е незабавна - той опожарява и двете селища, а Обелерио е заловен и обезглавен като главата му остава набучена за назидание на ъгъла на църквата Св.Мартин.